# Galinheiras
Galinheiras é um bairro da freguesia de Santa Clara, na cidade de Lisboa, em Portugal.
Galinheiras é um bairro onde se misturam muitas etnias e culturas diferentes.
Um bairro periférico onde vivem pessoas, na sua maioria, economicamente desfavorecidas. Aqui habitam portugueses, indivíduos de origem africana e de etnia cigana, e mais recentemente, indivíduos de origem chinesa e Indiana. Este bairro inserido à margem de Lisboa tem uma riqueza cultural imensa e uma identidade inconfundível.
Embora o Bairro das Galinheiras seja conotado como perigoso, tem alguns traços culturais evidentes, como o espírito de bem receber reconhecido aos portugueses.
Pode-se conhecer a gastronomia nas tradicionais tascas e os muitos projectos desenvolvidos neste bairro. Como exemplo a Academia de Jiu-Jitsu e Vale Tudo (NARÉ FIGHTERS) inserida no coração do bairro, sob a direcção do mestre João Naré, que tem desenvolvido um trabalho de mérito com jovens problemáticos dos mais variados bairros das franjas de Lisboa.
Uma das características mais marcantes do bairro das Galinheiras é a feira realizada aos domingos de manhã, que inicialmente ocupava a principal artéria do bairro e, mais tarde, uma zona exclusiva para o efeito, neste caso a "famosa feira" das Galinheiras.